# جدول مدال‌های المپیک تابستانی ۱۹۸۴

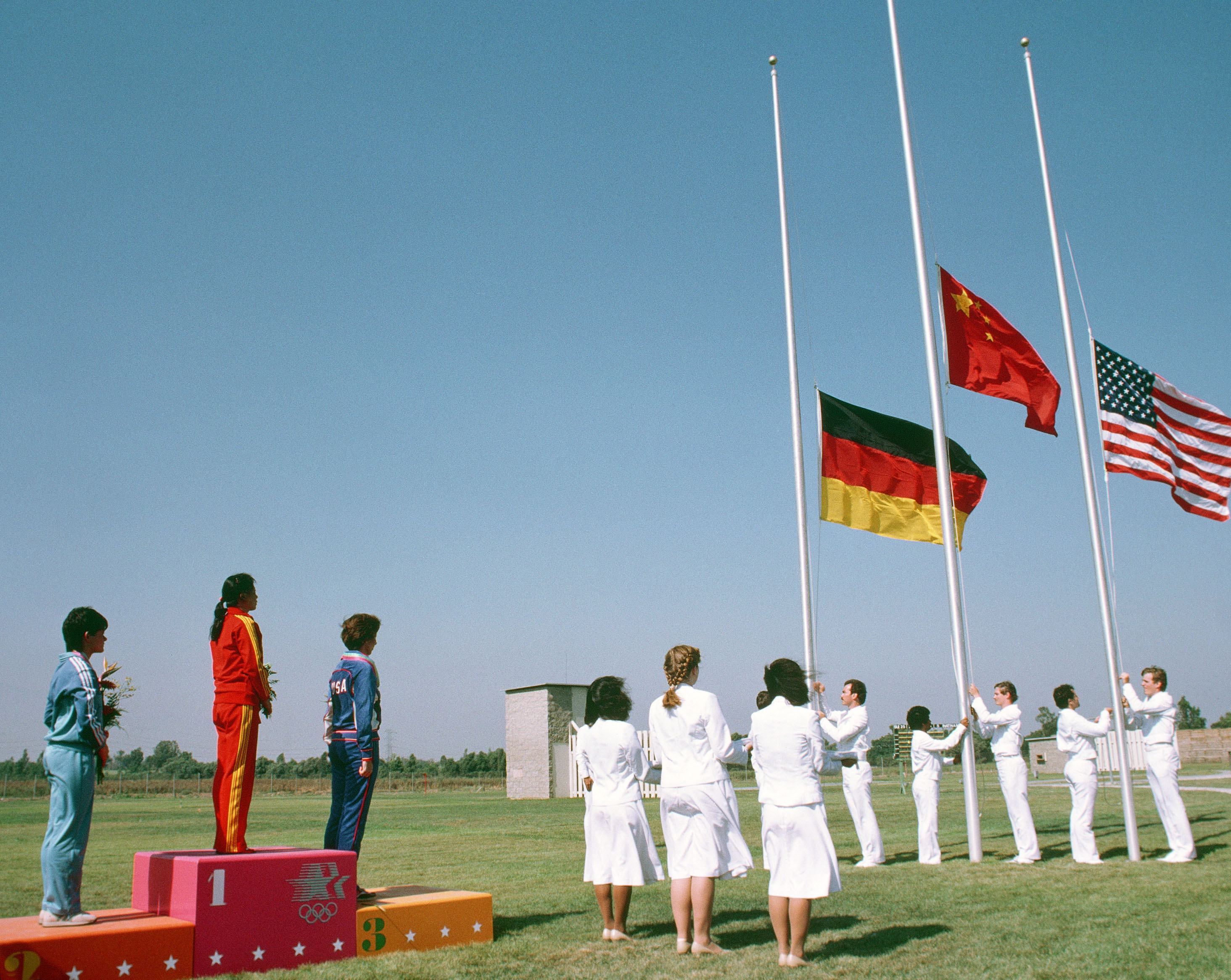

مدال‌های بازی‌های المپیک تابستانی ۱۹۸۴ لس آنجلس از تاریخ ۲۸ ژوئیه ۱۹۸۴ تا ۱۲ اوت ۱۹۸۴ میلادی در ۲۲۱ رویداد، ۲۳ رشته ورزشی تقسیم شده است، در این دوره از مسابقات ۶۸۲۹ ورزشکار از ۱۴۰ کشور جهان شرکت کرده بودند.

## جدول مدال‌ها
| رتبه  | کشور                      | طلا | نقره | برنز | مجموع |
| ----- | ------------------------- | --- | ---- | ---- | ----- |
| ۱*    | ایالات متحده آمریکا (USA) | ۸۳  | ۶۱   | ۳۰   | ۱۷۴   |
| ۲     | رومانی (ROU)              | ۲۰  | ۱۶   | ۱۷   | ۵۳    |
| ۳     | آلمان غربی (FRG)          | ۱۷  | ۱۹   | ۲۳   | ۵۹    |
| ۴     | چین (CHN)                 | ۱۵  | ۸    | ۹    | ۳۲    |
| ۵     | ایتالیا (ITA)             | ۱۴  | ۶    | ۱۲   | ۳۲    |
| ۶     | کانادا (CAN)              | ۱۰  | ۱۸   | ۱۶   | ۴۴    |
| ۷     | ژاپن (JPN)                | ۱۰  | ۸    | ۱۴   | ۳۲    |
| ۸     | نیوزیلند (NZL)            | ۸   | ۱    | ۲    | ۱۱    |
| ۹     | یوگسلاوی (YUG)            | ۷   | ۴    | ۷    | ۱۸    |
| ۱۰    | کره جنوبی (KOR)           | ۶   | ۶    | ۷    | ۱۹    |
| ۱۱    | بریتانیای کبیر (GBR)      | ۵   | ۱۱   | ۲۱   | ۳۷    |
| ۱۲    | فرانسه (FRA)              | ۵   | ۷    | ۱۶   | ۲۸    |
| ۱۳    | هلند (NED)                | ۵   | ۲    | ۶    | ۱۳    |
| ۱۴    | استرالیا (AUS)            | ۴   | ۸    | ۱۲   | ۲۴    |
| ۱۵    | فنلاند (FIN)              | ۴   | ۲    | ۶    | ۱۲    |
| ۱۶    | سوئد (SWE)                | ۲   | ۱۱   | ۶    | ۱۹    |
| ۱۷    | مکزیک (MEX)               | ۲   | ۳    | ۱    | ۶     |
| ۱۸    | مراکش (MAR)               | ۲   | ۰    | ۰    | ۲     |
| ۱۹    | برزیل (BRA)               | ۱   | ۵    | ۲    | ۸     |
| ۲۰    | اسپانیا (ESP)             | ۱   | ۲    | ۲    | ۵     |
| ۲۱    | بلژیک (BEL)               | ۱   | ۱    | ۲    | ۴     |
| ۲۲    | اتریش (AUT)               | ۱   | ۱    | ۱    | ۳     |
| ۲۳    | کنیا (KEN)                | ۱   | ۰    | ۲    | ۳     |
| ۲۳    | پرتغال (POR)              | ۱   | ۰    | ۲    | ۳     |
| ۲۵    | پاکستان (PAK)             | ۱   | ۰    | ۰    | ۱     |
| ۲۶    | سوئیس (SUI)               | ۰   | ۴    | ۴    | ۸     |
| ۲۷    | دانمارک (DEN)             | ۰   | ۳    | ۳    | ۶     |
| ۲۸    | جامائیکا (JAM)            | ۰   | ۱    | ۲    | ۳     |
| ۲۸    | نروژ (NOR)                | ۰   | ۱    | ۲    | ۳     |
| ۳۰    | یونان (GRE)               | ۰   | ۱    | ۱    | ۲     |
| ۳۰    | نیجریه (NGR)              | ۰   | ۱    | ۱    | ۲     |
| ۳۰    | پورتوریکو (PUR)           | ۰   | ۱    | ۱    | ۲     |
| ۳۳    | کلمبیا (COL)              | ۰   | ۱    | ۰    | ۱     |
| ۳۳    | ساحل عاج (CIV)            | ۰   | ۱    | ۰    | ۱     |
| ۳۳    | مصر (EGY)                 | ۰   | ۱    | ۰    | ۱     |
| ۳۳    | ایرلند (IRL)              | ۰   | ۱    | ۰    | ۱     |
| ۳۳    | پرو (PER)                 | ۰   | ۱    | ۰    | ۱     |
| ۳۳    | سوریه (SYR)               | ۰   | ۱    | ۰    | ۱     |
| ۳۳    | تایلند (THA)              | ۰   | ۱    | ۰    | ۱     |
| ۴۰    | ترکیه (TUR)               | ۰   | ۰    | ۳    | ۳     |
| ۴۰    | ونزوئلا (VEN)             | ۰   | ۰    | ۳    | ۳     |
| ۴۲    | الجزایر (ALG)             | ۰   | ۰    | ۲    | ۲     |
| ۴۳    | کامرون (CMR)              | ۰   | ۰    | ۱    | ۱     |
| ۴۳    | چین تایپه (TPE)           | ۰   | ۰    | ۱    | ۱     |
| ۴۳    | جمهوری دومینیکن (DOM)     | ۰   | ۰    | ۱    | ۱     |
| ۴۳    | ایسلند (ISL)              | ۰   | ۰    | ۱    | ۱     |
| ۴۳    | زامبیا (ZAM)              | ۰   | ۰    | ۱    | ۱     |
| مجموع | مجموع                     | ۲۲۶ | ۲۱۹  | ۲۴۳  | ۶۸۸   |